# Igor Likar
Igor Likar, slovenski režiser, * 25. september 1953, Ljubljana
Likar je na ljubljanski AGRFT študiral gledališko-radijsko režijo in dramaturgijo in se 1979 zaposlil v uredništvu igranega programa na Radiu Ljubljana, režiral pa je tudi v eksperimentalnih gledališčih npr.: Kocbekovo Tišino osmega jutra. Je tudi dokumentarni TV-režiser, lutkar, pesnik, pisatelj, dramatik, esejist, kritik/publicist.